# 멜로디 니은
멜로디 니은(본명: 황니은, 1991년 10월 28일 ~ )은 대한민국, 미국에서 활동 중인 싱어송라이터, 프로듀서,그리고 엔지니어이다.
2015년 데뷔 싱글 "Two of Us"를 발표했다. 현재 뉴욕 스타인웨이(Steinway & Sons)에 재직중이며 소속 레이블에서 엔지니어로도 활동하고 있다.
그리고 피아니스트 Kristhyan Benitez와 작업한 앨범이 2021년 제 22회 라틴 그래미상 클래식 부문에서 수상을 하였다.
현재 유튜브 채널 "기억니은"을 개설하여 유튜버로도 활동중이다.

## 학력
- 버클리 음악대학 필름스코어링 학사
- 뉴욕대학교 뮤직테크놀로지 석사

## 수상
- 2021년 라틴 그래미상 Best Classical Album부문 엔지니어링
  - Kristhyan Benitez - Latin American Classics

## 음반
- 2015년 싱글 "Two of Us"에 노래, 작곡, 작사